# August Schäffer von Bernstein
August Georg Philipp Adolf Hermann Freiherr Schäffer von Bernstein (* 21. Oktober 1832 in Darmstadt; † 25. November 1889 in Heppenheim (Bergstraße)) war Großherzoglich-hessischer Offizier, Kammerherr und Hofstallmeister.

## Leben
August Schäffer von Bernstein war ein Sohn des großherzoglich-hessischen Generals und Kriegsministers Friedrich von Schäffer-Bernstein (1789–1861) und dessen Ehefrau Berta, geborene d´Orville (1802–1878).
Schäffer-Bernstein erhielt am 14. September 1851 sein Patent als Leutnant im Garde-Regiment Chevauxlegers der Großherzoglich Hessischen Armee. Mitte Oktober 1857 wurde er Kammerjunker und erhielt im Jahr darauf die Erlaubnis zur Annahme des Roten Adlerordens IV. Klasse. Am 27. März 1859 erfolgte seine Versetzung in den Generalquartiermeisterstab, wo er Mitte Mai 1859 zum Oberleutnant avancierte. Auf sein Gesuch hin erhielt Schäffer-Bernstein am 5. Juni 1865 als Hauptmann seinen Abschied aus der Armee und trat daraufhin in den Hofdienst über. Hier versah er Dienst als Kammerherr des Großherzogs Ludwig III., fungierte ab Dezember 1866 auch als Hofstallmeister und erhielt in dieser Eigenschaft Mitte Juni 1867 die Erlaubnis zur Annahme des Sankt-Stanislaus-Ordens II. Klasse. Aufgrund seiner Gesundheit wurde er am 14. August 1869 temporär pensioniert.

### Familie
Am 24. Januar 1861 vermählte er sich in Darmstadt mit Anna von Kopp (1841–1920), Tochter des Finanzministers Karl Wilhelm von Kopp (1770–1844). Aus der Ehe sind die Kinder Elisabeth (* 1870), Georg Wilhelm (* 1872, Offizier), Auguste (* 1874) und Wilhelm (1876–1914) hervorgegangen.